# Solfjäderskilli
Solfjäderskilli (Austrolebias bellottii) är en fiskart som först beskrevs av Franz Steindachner 1881.
Solfjäderskilli ingår i släktet Austrolebias och familjen Rivulidae. Inga underarter finns listade i Catalogue of Life.